# Biton tauricus
Biton tauricus är en spindeldjursart som beskrevs av Roewer 1941. Biton tauricus ingår i släktet Biton och familjen Daesiidae. Inga underarter finns listade.